# Pereskia diaz-romeroana
Pereskia diaz-romeroana ist eine Pflanzenart in der Gattung Pereskia aus der Familie der Kakteengewächse (Cactaceae). Das Artepitheton ehrt den bolivianischen Naturforscher Belisario Diaz Romero (1870–1940). Ein spanischer Trivialname ist „Uturunku“.

## Beschreibung
Pereskia diaz-romeroana wächst strauchig und erreicht Wuchshöhen von 0,5 bis zu 3 Meter. Die spindel- bis kugelförmigen Wurzeln sind fleischig. Die grauen oder braunen, aufrechten und überhängenden Zweige weisen eine abblätternde Rinde auf und messen etwa 2 Zentimeter im Durchmesser. Die undeutlich gestielten Laubblätter sind elliptisch bis eiförmig. Die Blattspreite ist 2 bis 3,5 Zentimeter lang und 1 bis 2,2 Zentimeter breit. Die fiederförmigen Blattadern weisen drei bis vier Seitenverzweigungen auf. Die Mittelrippe steht an der Unterseite hervor. An den Zweigen sind zwei bis fünf, 15 bis 22 Millimeter lange Dornen vorhanden. An älteren Zweigen können es bis zu zwölf je Areole sein. Sie sind gerade bis etwas zurückgebogen, ungleich lang und weisen eine Länge von 5 bis 30 Millimeter auf.
Die Blüten sind endständig oder erscheinen seitlich. Sie stehen manchmal einzeln, in der Regel jedoch in Gruppen zu zweit oder dritt. Die gestielten oder sitzenden, rosafarbenen bis leuchtend roten Blüten erreichen Durchmesser von 1 bis 2 Zentimeter. Der Fruchtknoten ist mittelständig bis fast oberständig angeordnet. Die breit verkehrt eiförmigen, glänzend schwarzen, fleischigen, weichen Früchte sind an ihrer Spitze mit verfilzten, weißen Haaren besetzt und besitzen einen ausdauernden Blütenrest. Sie erreichen einen Durchmesser von bis zu 13 Millimeter.
Die Chromosomenzahl beträgt 2n = 22.

## Verbreitung, Systematik und Gefährdung
Pereskia diaz-romeroana ist in den bolivianischen Departamentos Cochabamba und Santa Cruz in offenen Trockenwäldern in Höhenlagen von 1100 bis 2000 Metern verbreitet.
Die Erstbeschreibung erfolgte 1950 durch Martín Cárdenas.
In der Roten Liste gefährdeter Arten der IUCN wird die Art als „Least Concern (LC)“, d. h. als nicht gefährdet geführt.

## Nachweise